# Z9 Wolfgang Zenker
Z9 Wolfgang Zenker – niemiecki niszczyciel typu 1934A (Leberecht Maass) z okresu II wojny światowej, zatopiony w 1940 w bitwie pod Narwikiem.

## Budowa
Położenie stępki – 22 marca 1935, wodowanie – 27 marca 1936, wejście do służby – 2 lipca 1938. Zbudowany w stoczni Germaniawerft w Kilonii (numer stoczniowy G535). W systemie oznaczeń niemieckich niszczycieli miał przydzielony numer Z9 (rzadko używany oficjalnie), przed wojną nosił numer burtowy 61. Nazwę nadano mu na cześć Wolfganga Zenkera, niemieckiego podporucznika marynarki na pancerniku „König”, zabitego podczas powstania marynarzy w Kilonii 5 listopada 1918, kiedy nie chciał dopuścić do zerwania bandery cesarskiej z okrętu (wraz z Bruno Heinemannem, którego imieniem nazwano inny niszczyciel).

## Służba
Tuż przed wybuchem II wojny światowej i podczas kampanii wrześniowej patrolował polskie wybrzeże. Uczestniczył 3 września 1939 wraz z niszczycielem „Leberecht Maass” w pojedynku artyleryjskim z polskim niszczycielem ORP „Wicher” i stawiaczem min ORP „Gryf”, stojącymi w porcie w Helu oraz baterią cyplową na Helu. Na „Zenkerze” od odłamków zostało lekko rannych dwóch członków załogi.
„Zenker” był okrętem flagowym dowódcy 4. Flotylli Niszczycieli kmdra por. Beya. W dniach 10–11 stycznia 1940 i 9–10 lutego 1940 uczestniczył w dwóch operacjach stawiania min na wodach angielskich (z niszczycielami „Bruno Heinemann" i „Erich Koellner”). Wziął następnie udział w inwazji na Norwegię (operacji Weserübung), w grupie zajmującej Narwik 9 kwietnia 1940, przewożąc tam strzelców górskich. Uczestniczył w pierwszej bitwie morskiej pod Narwikiem z brytyjskimi niszczycielami 10 kwietnia 1940. Po śmierci komodora Bonte, komandor por. Bey na „Zenkerze" objął dowództwo niemieckiej grupy. Tego dnia wieczorem podjął próbę przedarcia się z fiordów (z niszczycielem „Erich Giese”), lecz niemieckie okręty zawróciły po natknięciu się na siły brytyjskie. 11 kwietnia „Zenker” uszkodził śrubę na skałach podwodnych, co spowodowało zmniejszenie prędkości. Następnie uczestniczył w drugiej bitwie pod Narwikiem 13 kwietnia 1940, podczas której walczył z brytyjskimi niszczycielami i przypuścił bezskuteczny atak torpedowy na brytyjski pancernik HMS „Warspite”. Po wyczerpaniu amunicji i odcięciu drogi odwrotu, „Wolfgang Zenker” został wysadzony w powietrze przez załogę w fiordzie Rombaken, na pozycji 68°25′N 17°55′E/68,416667 17,916667.
Historia konstrukcji i opis okrętu – w opisie niszczycieli typu 1934.
Dowódcy:
- kmdr ppor (Korvettenkapitän) Gottfried Pönitz (2 lipca 1938 – 13 kwietnia 1940)

## Dane techniczne
- wyporność:
  - standardowa: 2270 t
  - pełna: 3190 t
- wymiary:
  - długość: 121 m
  - szerokość: 11,3 m
  - zanurzenie: 4,3 m
- napęd: 6 kotłów parowych Bensona (ciśnienie robocze 110 at), 2 turbiny parowe o mocy łącznej 70 000 KM, 2 śruby
- prędkość maksymalna: 38 w.
- zasięg: 1530 mil morskich przy prędkości 19 w.
- zapas paliwa: 670 t. mazutu
- załoga: 325

Uzbrojenie i wyposażenie: 
- 5 dział 128 mm (nominalnie 12,7cm) SK C/34 w pojedynczych stanowiskach, osłoniętych maskami (5xI)
  - długość lufy L/45 (45 kalibrów), donośność maksymalna 17.400 m, kąt podniesienia +30°, masa pocisku 28 kg.
- 4 działka przeciwlotnicze 37 mm SK C/30, półautomatyczne, podwójnie sprzężone na podstawach LC/30 (2xII)
- 6 działek przeciwlotniczych 20 mm (6xI)
- 8 wyrzutni torpedowych 533 mm (2xIV), 12–16 torped
- 18 bomb głębinowych (zrzutnia bg)
- możliwość zabrania 60 min morskich

- hydrolokator (sonar) S-Gerät(inne języki)
- szumonamiernik GHG
- system kierowania ogniem artylerii głównej: dwa 4-metrowe dalmierze stereoskopowe (na nadbudówce dziobowej i śródokręciu), centrala artyleryjska C34/Z